# Ascalorphne impavida
Ascalorphne impavida är en insektsart som först beskrevs av Walker 1853.  Ascalorphne impavida ingår i släktet Ascalorphne och familjen fjärilsländor. Inga underarter finns listade i Catalogue of Life.